# Scipio Slataper
Scipio Slataper (Trieste, 14 luglio 1888 – Gorizia, 3 dicembre 1915) è stato uno scrittore e militare italiano, irredentista, fra i più noti nella storia letteraria di Trieste.

## Biografia
Nacque a Trieste, all'epoca parte dell'Impero austro-ungarico, da Luigi Slataper, un commerciante che fu più volte consigliere comunale, e da Iginia Sandrinelli.
Il cognome paterno suggerisce un'origine slovena: pare che gli avi paterni dell'autore fossero originari di Tolmino, nella Goriška, e il capostipite del ramo triestino fu forse Giacomo Filippo, morto nel 1836; tuttora in Slovenia e in Croazia è diffuso il cognome Zlatoper. Tuttavia egli stesso, nella sua opera principale Il mio Carso, accenna ad ascendenze boeme nella sua famiglia. I Sandrinelli erano invece originari del Veneto e la madre era nipote di Scipione Sandrinelli, che fu podestà di Trieste ed esponente del partito liberal-nazionale.
Ebbe cinque fratelli: Lucilla (morta in tenera età), Gastone, Vanda, Nerina e Guido.
Nel 1899 entrò al liceo "Dante", dove ebbe come insegnante di latino Guido Costantini e di tedesco Emilio Bidoli. A causa di una malattia nervosa, dovette lasciare la scuola nel 1903 e trascorse un periodo sul Carso per curarsi; conseguì il diploma nel 1908.
Si trasferì a Firenze per studiare; qui si laureò in Lettere, con una tesi su Ibsen. 

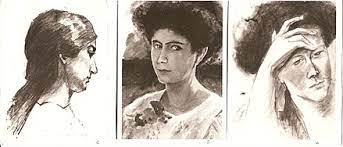
Le tre amiche di Scipio Slataper: Luisa Carniel Slataper (Gigetta), destinata a diventare sua moglie, Elody Oblath e Anna Pulitzer (Gioietta), ritratti eseguiti da Gigetta Slataper, anno 1910 circa.

Agli anni 1909-1914 risale l'epistolario di Scipio Slataper Alle tre amiche (pubblicato postumo a cura di Giani Stuparich); nel gennaio del 1909 incontrò a Trieste la prima di esse, Anna Pulitzer, con cui ebbe una relazione intensa quanto tormentata, conclusasi tragicamente col suicidio di lei nel maggio dell'anno seguente. Sconvolto dall'avvenimento, si ritirò in solitudine in una piccola abitazione sull'altopiano di Occisla, dove iniziò a scrivere Il mio Carso, che, pubblicato nel 1912, resterà il suo unico romanzo. Tornato a Trieste, nel settembre 1913 sposò Luisa Carniel, detta Gigetta, la seconda delle tre amiche (la terza era Elody Oblath), da cui ebbe un figlio cui fu dato il medesimo nome di Scipio e che, arruolato tra gli alpini della Divisione Julia, rimase disperso in Russia durante la ritirata (1942-1943) e fu insignito di medaglia d'oro al valor militare .
Pur essendo stato inizialmente molto critico nei confronti delle tesi irredentiste, allo scoppio della prima guerra mondiale si arruolò volontario, come molti altri triestini, insieme al fratello Guido nel Regio Esercito italiano, raggiungendo il grado di sottotenente di Fanteria nel 1º Reggimento "Granatieri di Sardegna"; morì al fronte combattendo sul monte Podgora (toponimo sloveno della località Piedimonte del Calvario, ora nel comune di Gorizia). Per il suo coraggio gli fu concessa la medaglia d'argento al valor militare alla memoria.
È sepolto sul Monte Calvario, lungo la Strada Giuliano-Trentini Volontari Irredenti; sulla lapide è anche ricordato il figlio Scipio Secondo Slataper, disperso in Russia nel 1943.

## Produzione letteraria
Entrato in contatto negli anni universitari con i giovani letterati italiani che ruotavano attorno alla rivista La Voce, fondata da Giuseppe Prezzolini, vi collaborò assiduamente, pubblicando numerosi articoli.
Le Lettere triestine sono una serie di articoli pubblicati su La Voce nel 1909; in questi scritti, molto critici e che molto fecero discutere, Slataper analizza la situazione culturale della Trieste dell'epoca, che ai suoi occhi si presentava senza «tradizioni di coltura». La borghesia che governava la città giuliana, poiché politicamente si trovava sotto l'Impero asburgico, basava la propria italianità, oltre che su elementi etnici, soprattutto su motivazioni di stampo culturale; l'accusa venne dunque percepita come grave e venne rifiutata con sdegno dalla classe dirigente triestina, che vide in Slataper un traditore della causa dell'italianità di Trieste.
Il mio Carso, pubblicato nella Libreria della Voce nel 1912, è la sua opera più importante, l'unico romanzo della sua breve carriera interrotta prematuramente dalla guerra: è un'autobiografia spirituale di tono accesamente lirico, che attesta il cammino compiuto dallo scrittore dall'esaltazione dell'io alla crisi provocata in lui dal dolore per il suicidio dell'amata Anna Pulitzer (rinominata nel libro Gioietta), che lo spinge a intuire la necessità di una legge morale più profonda per la propria vita. Nel 1921 l'opera fu tradotta in francese da Benjamin Crémieux.
Va sicuramente menzionata la tesi di laurea di Slataper su Ibsen, scritta nel 1912 e che fu da lui successivamente rimaneggiata per essere data alle stampe; uscì postuma nel 1916. Questo studio si configura come un'analisi di tutto l'itinerario della vita e della produzione dello scrittore norvegese. Pur rifacendosi a critici di area austriaca e tedesca (un esempio evidente e confessato è quello dell'opera del Weininger, che è alla base dell'interpretazione slataperiana del Peer Gynt), Slataper riesce a proporre tesi originali e innovative che rendono a tutt'oggi il suo studio una tappa fondamentale per chi vuole occuparsi di Ibsen.
Infine bisogna ricordare le lettere Alle tre amiche, che nelle intenzioni di Slataper avrebbero dovute essere la base per un nuovo romanzo, il seguito de Il mio Carso. Furono pubblicate postume dall'amico Giani Stuparich.

## Riconoscimenti
Per onorarne la memoria, all'intellettuale triestino sono state intitolate:
- alcune caserme a Sacile[8], Roma, Muggia;
- un istituto scolastico a Gorizia e uno a Trieste;
- diverse strade, fra le quali a: Roma, Torino, Milano, Trieste, Firenze, Pisa, Pordenone e Treviso;
- un'epigrafe nel rettorato dell'Università a Firenze per ricordarne gli studi;
- un giardino a Bologna;
- un busto nell'Aula Magna dell'Università di Trieste.

## Opere
- Il mio Carso, Firenze, Libreria della Voce, 1912; 1916; Firenze, A. Vallecchi, 1933; Milano, A. Mondadori, 1958.
- I confini necessari all'Italia, Torino, L'Ora Presente, 1915.
- Le strade d'invasione dall'Italia in Austria. Fella, Isonzo, Vipacco, Carso, Firenze-Milano-Roma, Bemporad, 1915.
- Ibsen, Torino, Bocca, 1916.
- Scritti letterari e critici, raccolti da Giani Stuparich, Roma, La Voce, 1920; Milano, A. Mondadori, 1956.
- Scritti politici, raccolti da Giani Stuparich, Roma, Stock, 1925; Milano-Verona, A. Mondadori, 1954.
- Lettere, a cura e con prefazione di Giani Stuparich, 3 voll., Torino, Buratti, 1931.
- Epistolario, a cura di Giani Stuparich, Milano, A. Mondadori, 1950.
- Appunti e note di diario, a cura di Giani Stuparich, Milano, A. Mondadori, 1953.
- Alle tre amiche. Lettere, a cura e con introduzione di Giani Stuparich, Milano-Verona, A. Mondadori, 1958.
- Scritti politici, 1914-15, a cura di Giorgio Baroni, Trieste, Italo Svevo, 1977.
- Le lettere a Maria, Roma, G. Volpe, 1981.
- Confini orientali, Trieste, Dedolibri, 1986.
- Lettere triestine. Col seguito di altri scritti vociani di polemica su Trieste, Trieste, Dedolibri, 1988. ISBN 88-7800-036-1.
- Passato ribelle. Dramma in un atto, Trieste, Dedolibri, 1988. ISBN 88-7800-037-X.
- Terremoto nella Marsica. Scipio Slataper inviato speciale, L'Aquila, Amministrazione provinciale, 1999.
- Scipio e Maria. Un amore ingenuo. Poesie 1905, Trezzano sul Naviglio, Parsifal, 2003. ISBN 88-900960-4-7.
- Lettere alle tre amiche. Florilegio, Padova, Alet, 2007.
- Il mio Carso. La Redazione autografa dell'Archivio di stato di Trieste, Padova, CLEUP, 2007. ISBN 978-88-6129-071-6.
- Carteggio, 1909-1915, con Giuseppe Prezzolini, Roma, Ed. di Storia e Letteratura, 2011. ISBN 978-88-6372-280-2.
- Fiabe e parabole e altri scritti per i bimbi, Trieste-Gorizia, Istituto Giuliano di Storia, Cultura e Documentazione, 2014. ISBN 978-88-908526-3-3.

## Discografia su Scipio Slataper
- 1961 - Giorgio Albertazzi, Lettere d'amore (Cetra - Collana Letteraria Documento, CL 0477, EP 7") Giorgio Albertazzi legge una lettera di Scipio Slataper alla moglie[9]